# Land of Plenty
Pour plus de détails, voir Fiche technique et Distribution.
Land of Plenty (Terre d'abondance) est un film américano-allemand de Wim Wenders sorti en 2004. Le réalisateur allemand y démontre le climat de peur qui règne dans les États-Unis d'Amérique de l'après-11 septembre. Paul, le personnage principal, est interprété par John Diehl. Gloria Stuart y fait sa dernière apparition au cinéma.

## Synopsis
Le sergent Paul Jeffries est un vétéran de la guerre du Viêt Nam, traumatisé par les attentats du 11 septembre 2001 et supporter de George W. Bush. Il passe ses journées dans une camionnette délabrée et suréquipée, observant les activités jugées louches d'immigrés afin de protéger son pays de nouveaux attentats. Il s'investit dans une mission de contre-espionnage, aidé par Jimmy, son ami et compagnon de guerre et assistant, qui veille sur lui.
Sa nièce Lana, profondément chrétienne, essaie de mettre en application ses valeurs en aidant les plus démunis à l'occasion de voyages humanitaires. Elle revient vivre aux Etats-Unis après la mort de sa mère, Virginia, la sœur de Paul. Elle cherche son seul contact aux États-Unis d'Amérique : son oncle Paul.
On apprend vers la fin du film que Virginia, sentant sa mort imminente, avait demandé à Paul de veiller sur Lana ; le père de Lana, resté en Cisjordanie, s'en était révélé incapable. Malgré le serment que Paul s'était fait de rompre avec toute son histoire ancienne, et en particulier avec sa sœur, communiste et utopiste, Paul se rapproche de Lana au retour de celle-ci ; à l'occasion d'un meurtre, ils se retrouvent mêlés à l'enquête que Paul mène pour surveiller les supposés terroristes, qui s'avèrent être des individus ne présentant aucun danger. L'errance et les souffrances de Paul sont révélées à Lana qui prend à son tour son oncle sous sa protection, ce dernier étant bien plus meurtri par la vie que sa nièce. Après un road trip à travers les États-Unis, le film se termine à New York, sur le site de ground zero, devant le chantier de reconstruction.

## Fiche technique
- Titre original : Land of Plenty
- Titre : Terre d'abondance
- Réalisation : Wim Wenders
- Photographie : Franz Lustig

## Distribution
- Michelle Williams (VF : Chloé Berthier) : Lana
- John Diehl (VF : Gabriel Le Doze) : Paul
- Richard Edson (VF : Bertrand Liebert) : Jimmy